# Två red tillsammans
Två red tillsammans (originaltitel: Two Rode Together) är en amerikansk westernfilm från 1961 med James Stewart och Richard Widmark i huvudrollerna. Filmen regisserades av John Ford.

## Handling
Den amerikanska armén vill rädda människor som för åratal sen tillfångatagits av comancheindianerna. En löjtnant (Richard Widmark) övertalar en cynisk och korrupt sheriff (James Stewart) att hjälpa till.

## Rollista
| James Stewart   | – Marshal Guthrie McCabe       |
| Richard Widmark | – First Lt. Jim Gary           |
| Shirley Jones   | – Marty Purcell                |
| Linda Cristal   | – Elena de la Madriaga         |
| Andy Devine     | – Sgt. Darius P. Posey         |
| John McIntire   | – Maj. Frazer                  |
| Paul Birch      | – Judge Edward Purcell         |
| Willis Bouchey  | – Mr. Harry J. Wringle         |
| Henry Brandon   | – Chief Quanah Parker          |
| Harry Carey Jr. | – Ortho Clegg                  |
| Olive Carey     | – Mrs. Abby Frazer             |
| Ken Curtis      | – Greeley Clegg                |
| Chet Douglas    | – Deputy Ward Corby            |
| Annelle Hayes   | – Belle Aragon                 |
| David Kent      | – Running Wolf (Steve Purcell) |